# Dance
A dance (az angol dance „tánc” szóból) a modern, többnyire elektronikus eszközökkel – szintetizátorokkal vagy számítógéppel – előállított tánczenei műfajok gyűjtőneve. Jellemzői az elektronikus, gépies hangzás, a legkülönfélébb mesterséges, futurisztikus hangeffektusok, gyors – 145 BPM körüli – ritmus, illetve az alapütemet adó, jellegzetes elektronikus dobgép. A műfaj eredete az 1970–1980-as évek diszkózenéje, ennek modern változata, amelyet kifejezetten a zenés szórakozóhelyekre, klubokra fejlesztettek ki. Több alfaja ismeretes, ilyenek a house, rave, techno, trance, eurodance, hardstyle (hard dance) stb. Ezen kívül természetesen léteznek az egyéb popzenei stílusokkal kevert fajták is, az akusztikus és elektronikus zene ötvözetei.